# Sandra Hess (Sportlerin)
Sandra Hess (* 2. November 1976 in Leipzig) ist eine ehemalige deutsche Karateka und Traceuse.
Sandra Hess begann schon im Alter von drei Jahren mit dem Kunstturnen. In ihrer Kindheit und Jugend besuchte sie eine Jugendsportschule in der DDR und trainierte Kunstturnen und Ballett. Nach der Wende wechselte sie zum Karate und später auch zum Kickboxen. Dort war sie mehrere Jahre Mitglied der deutschen Nationalmannschaft, 2001 wurde sie sogar Weltmeisterin im Freestyle-Karate.
2005 lernte Hess bei einem Wettkampf in Paris David Belle und die Sportart Parkour kennen; von Sommer 2005 an trat sie als Präsidentin der deutschen Filiale der Parkour Worldwide Association (PAWA) an, mit dem Ziel, gemeinsam mit ihrem Bruder Marcus Hess mit Workshops, der Gründung von Vereinen sowie der Ausbildung von Trainern diese Sportart in Deutschland zu Popularität zu verhelfen. 2007 organisierte Sandra Hess bereits rund 1.500 Tracteure in Deutschland und 8.000 in Europa. Die Aktivitäten für PAWA stellten in den Anfangsjahren eine Vollzeitbeschäftigung für Hess dar, Ziel war, überall in Deutschland mit dem „Gütesiegel“ PAWA versehene Anlaufstellen entstehen zu lassen. Hess fungierte als Mittler zwischen Medien, Industrie und den Tracteuren und organisierte zahlreiche gut besuchte Events.
Nachdem sich Hess bereits einige Jahre im vogtländischen Muldenhammer mit Keramikgestaltung beschäftigt hatte, kehrte sie im Frühjahr 2017 zurück nach Leipzig und eröffnete im Naundörfchen eine Keramikmalwerkstatt.